# Jacques Sauvegrain
Pour les articles homonymes, voir Sauvegrain.
Jacques Sauvegrain, né le 8 octobre 1921 et fusillé en novembre 1943, est un résistant français.

## Biographie
Élève de mathématiques spéciales au lycée Pierre-de-Fermat à Toulouse, membre de l’Armée secrète depuis début 1943. Reçu 27e à l’École polytechnique, il rejoint aussitôt (août 1943) le premier noyau du maquis Bir-Hakeim, dans les monts de l’Espinouse (Hérault). Le 10 septembre 1943, le camp est attaqué (combat de Douch), à Rosis, par environ 300 Allemands. Des volontaires, dont Jacques Sauvegrain, restent sur place pour protéger, avec succès, la retraite du gros des effectifs.
Jacques Sauvegrain est blessé alors qu’il couvre la retraite. Un de ses camarades, Henri Arlet, le transporte sur ses épaules, avant d’être fait prisonnier. Jacques Sauvegrain est amené à l'hôpital de Béziers pour recevoir les premiers soins, puis il est  incarcéré à Perpignan, torturé par la Gestapo de Montpellier, avant d’être hospitalisé à Toulouse, puis condamné à mort le 23 octobre ; il est alors extrait de force de l’hôpital, traîné avec une jambe cassée au poteau d’exécution et fusillé le 9 novembre 1943, avec trois autres camarades, à la Prison Saint-Michel (Toulouse).
Son corps sera retrouvé à la Libération de Toulouse, le 7 septembre 1944, dans le charnier de Bordelongue. Il repose au cimetière de Soumensac (Lot-et-Garonne). À Toulouse, une place du quartier de Lardenne porte son nom. Une des cours du lycée Pierre-de-Fermat a été rebaptisée en son nom et en celui de son ancien camarade Guyaux, lui aussi ancien élève du lycée. Jacques Sauvegrain est le frère de Monique David, artiste peintre.

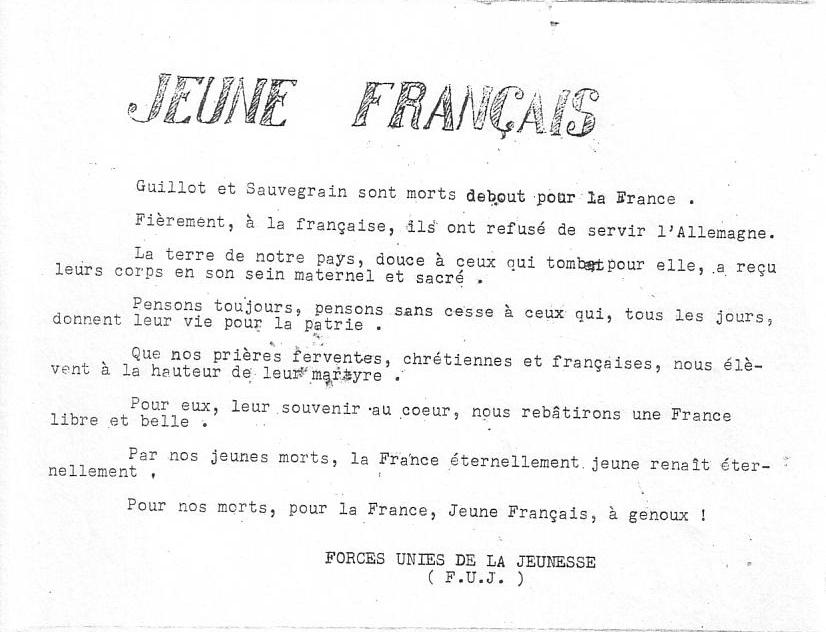
Tract FUJ.

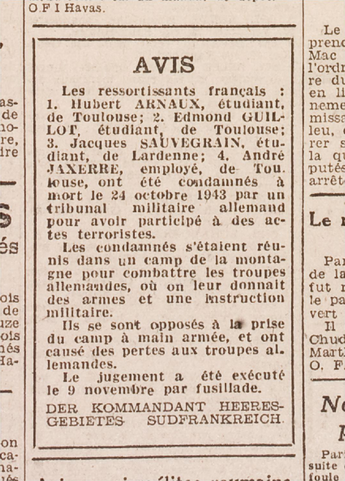
Avis publié dans la Dépêche de Toulouse le 13 novembre 1943.

## Décorations
- Chevalier de la Légion d'honneur (30 décembre 1959)[2]
- Croix de guerre 1939–1945, palme de bronze
- Médaille de la Résistance française (15 octobre 1945)[3]

## Légende des illustrations
- Portrait de Jacques Sauvegrain par son père, circa 1943
- Tract distribué à Toulouse par les Forces unies de la jeunesse à l'annonce de l'exécution de Jacques Sauvegrain et de son camarade Guyaux, qui avaient été tous deux élèves au lycée Pierre-de-Fermat de Toulouse